# Asamblea Política Nacional de Mujeres
La Asamblea Política Nacional de Mujeres, en inglés National Women's Political Caucus (NWPC) se describe como una organización de base multipartidista en Estados Unidos dedicada al reclutamiento, formación y apoyo de mujeres para acceder a la política, a la judicatura y a puestos de responsabilidad gubernamentales. La organización se creó en 1971 para aumentar la presencia de mujeres en los puestos de decisión. Entre sus fundadoras estaban Betty Friedan y Gloria Steinem. Su actual presidenta (2015-2017) es Donna Lent.

## Historia
La NWPC fue fundada el 10 de julio de 1971 para aumentar el número de mujeres en todos los espacios de la vida política y del funcionariado, acceder a la judicatura en las cortes estatales y federes o ser delegadas en las convenciones nacionales. En aquella fecha, 320 mujeres llegadas de todos los Estados Unidos coincidieron en Washington, D.C para fundar el NWPC. Entre sus fundadoras estaban Bella Abzug, Shirley Chisholm, Betty Friedan, Mildred McWilliams Jeffrey y Gloria Steinem, entre otras. Sus fundadoras eligieron un consejo de política nacional, inicialmente copresidido por Bella Abzug y la republicana Virginia Allen responsable del Grupo de Trabajo sobre Derechos y Responsabilidades de las mujeres del Presidente Richard Nixon. Durante la fundación del NWPC, Steinem realizó un Llamamiento a las Mujeres de Améirca el cual se convertiría en uno de los discursos más memorables e importantes del movimiento de las mujeres en el siglo XX.
El NWPC celebró su primera convención en Houston del 9 al 11 de febrero de 1973. El NWPC creó un Grupo de Trabajo Demócrata en 1974 y un Grupo de Trabajo Republicano en 1975.

## Liderazgo
La presidenta del NWPC es Donna Lent y la Vicepresidenta de Planificación política fue Paula Willmarth.

## Actividades
El NWPC organiza talleres de campaña a través del país sobre el empoderamiento de las mujeres en política. El Comité de Planificación de la Asamblea Política selecciona a las mujeres y el Comité de Acción Política ofrece apoyo para la contribución de las campañas. La Asamblea también ofrece talleres en citas políticas y colabora con otras organizaciones políticas de mujeres para promover candidatas mujeres en puestos clave del gobierno.
La NWPC tiene una asamblea estatal y grupos locales en todo el país para ayudar a identificar candidatas, necesidades y cuestiones específicas en su estado. Existen asambleas en Alabama, California, Georgia, Kansas, Misuri, New Jersey, Massachusetts, Nevada, Nueva York, Carolina del Norte, Texas, Tennessee, y Washington.